# Diemelstadt
Diemelstadt è una città tedesca di 5 354 abitanti, situata nel Land dell'Assia.

## Galleria d'immagini

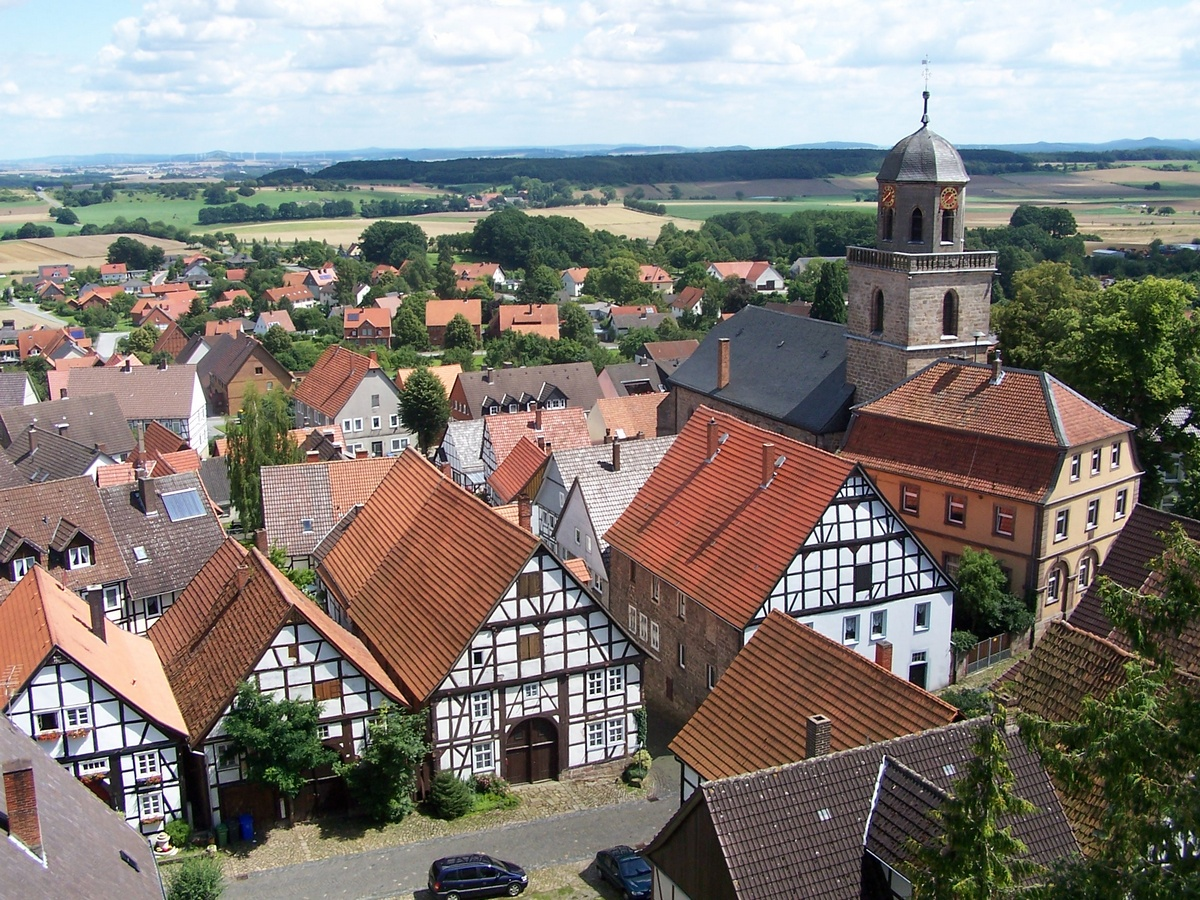
La cittadina di Rhoden
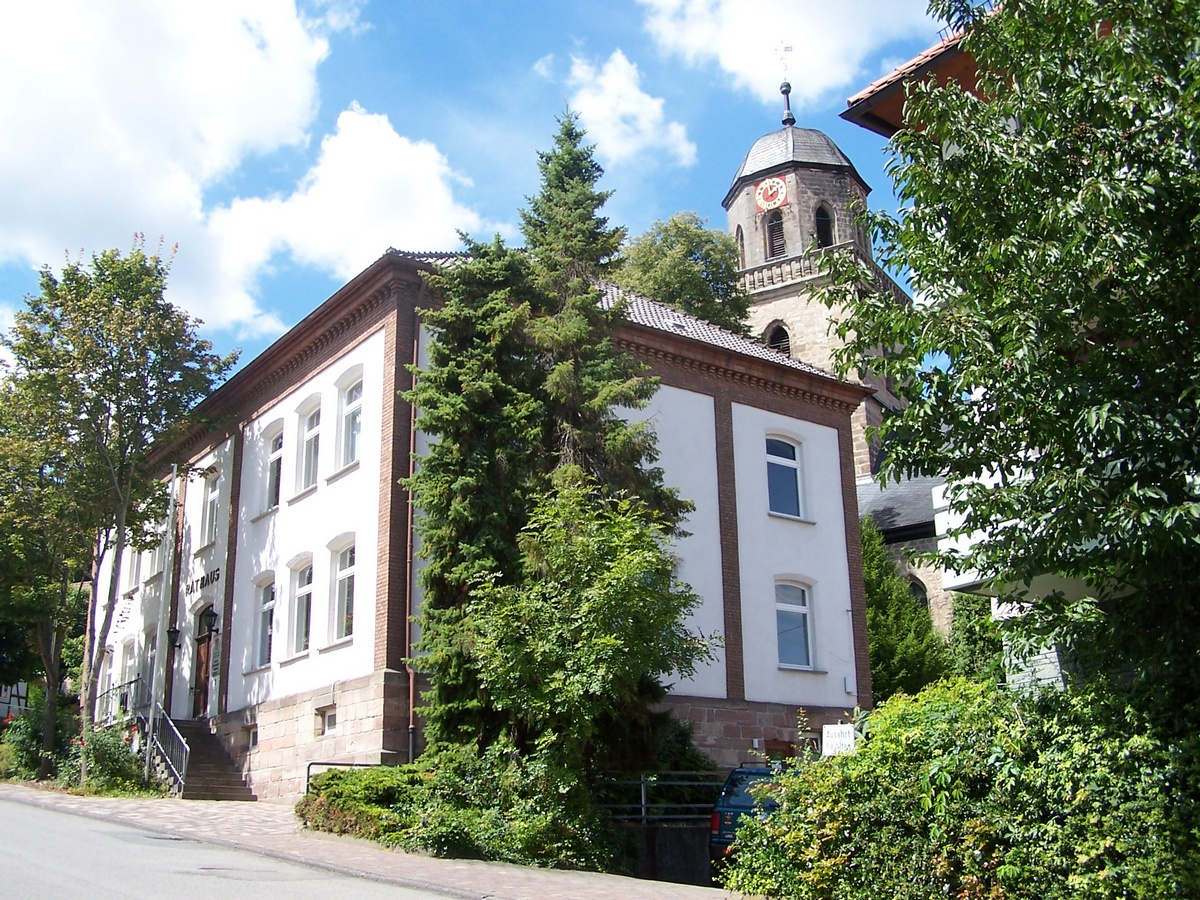
Il municipio
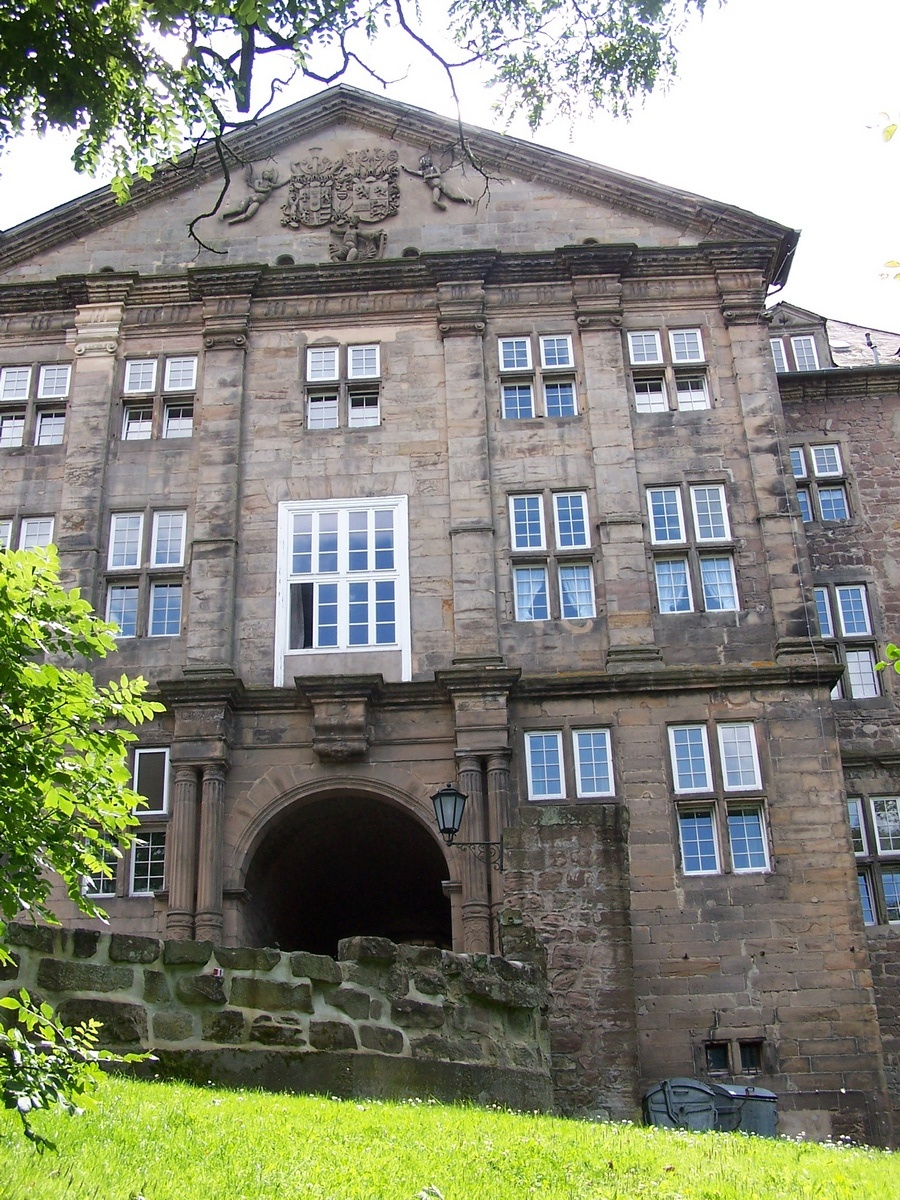
Castello di Rhoden
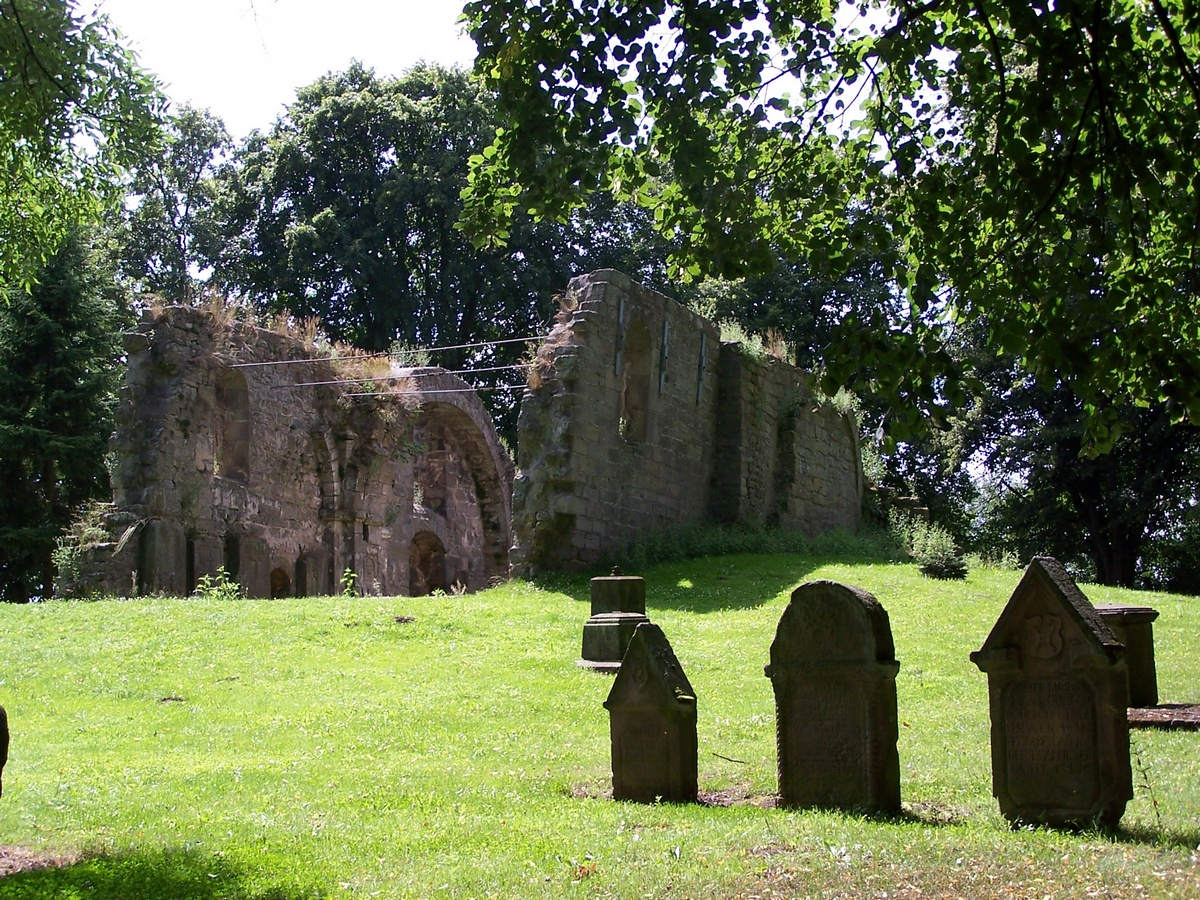
Rovine della chiesa di Alt-Rhoden